# ديتر نول
ديتر نول (بالألمانية: Dieter Noll)‏ (و. 1927 – 2008 م) هو كاتب ألماني، ولد في ريزا، توفي عن عمر يناهز 81 عاماً.

## التعليم
تعلم في جامعة ينا
.

## جوائز
حصل على جوائز منها:
- جائزة هاينريش مان  [لغات أخرى]‏ (1961)[9]
- Johannes-R.-Becher-Medaille [الإنجليزية]‏
- الجائزة الوطنية لجمهورية ألمانيا الديمقراطية

## وصلات خارجية
- ديتر نول على موقع IMDb (الإنجليزية)
- ديتر نول على موقع مونزينجر (الألمانية)
- ديتر نول على موقع أول موفي (الإنجليزية)